# Tanjungsari (Jogorogo)
Tanjungsari is een bestuurslaag in het regentschap Ngawi van de provincie Oost-Java, Indonesië. Tanjungsari telt 3709 inwoners (volkstelling 2010).